# 观音寺镇 (盱眙县)
观音寺镇，是中华人民共和国江苏省淮安市盱眙县下辖的一个乡镇级行政单位。2018年7月撤消，并入马坝镇。

## 行政区划
观音寺镇下辖以下地区：
顺河社区、马庄社区、龙墩口村、衡西村、高坝村、丁塘村、九里村、朱楼村、周集村、堆头村、桥北村和三官村。